# 科林科費爾山
46°36′38″N 12°54′45″E / 46.61056°N 12.91250°E

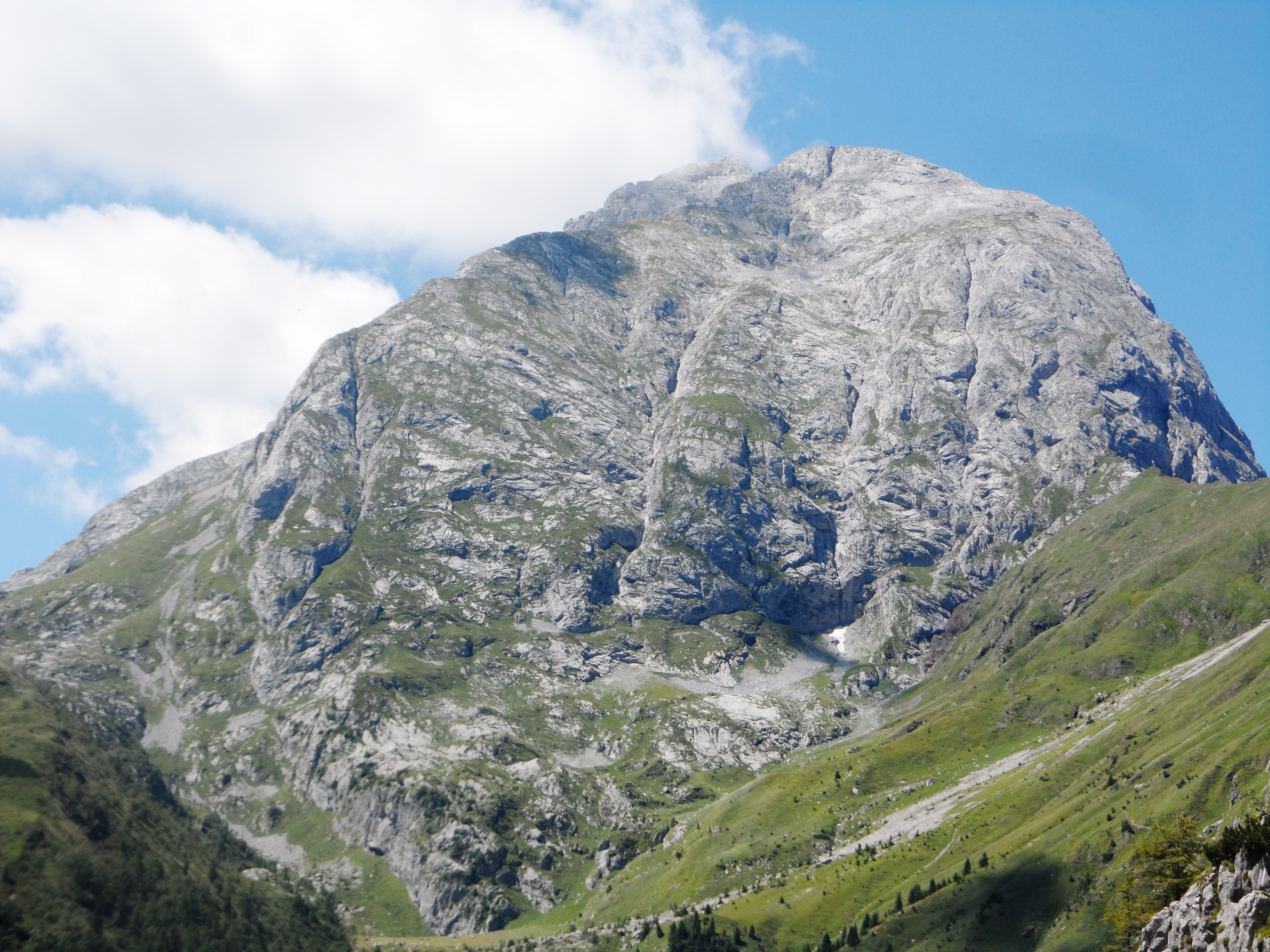

科林科費爾山（德語：Kollinkofel），是中歐的山峰，位於奧地利和意大利接壤的邊境，屬於卡爾尼克阿爾卑斯山脈的一部分，海拔高度2,689米，人類在1860年左右首次登頂。